# René de Saussure
René de Saussure (Ginebra, 17 març de 1868 – Berna, 2 de desembre de 1943) va ser un matemàtic i esperantista suís. Era germà del lingüista Ferdinand de Saussure.
El 1895 va defensar la seva tesi doctoral en geometria, matèria que ensenyaria a la universitat. També va escriure treballs reconeguts sobre esperanto i interlingüística. La seva obra més coneguda és una anàlisi de la lògica de construcció de paraules en esperanto, Fundamentaj reguloj de la vortteorio en Esperanto. Va defensar aquesta llengua auxiliar internacional contra diverses crítiques per part dels defensors de l'ido. Així, va desenvolupar el concepte de neceso kaj sufiĉo ("necessitat i suficiència"), pel qual s'oposava a la crítica de Louis Couturat segons el qual l'esperanto no tenia recursivitat. Va ser membre de l'Acadèmia d'Esperanto i va redactar diferents revistes, com Internacia Scienca Revuo o Lingvo Kosmopolita. El 1919 va començar a proposar una sèrie de reformes de l'esperanto (Antido I, Antido II, Lingvo Kosmopolita, Esperantido) i el 1925 va deixar el moviment esperantista i va defensar l'adopció de la seva proposta de llengua Esperanto II, també coneguda com nov-esperanto. Més tard va esdevenir un dels assessors de la International Auxiliary Language Association (IALA), fundada per Alice Vanderbilt i que acabaria proposant la llengua auxiliar Interlingua.
René de Saussure també va proposar el 1907 una nova moneda, el spesmilo, que va adoptar el banc Ĉekbanko Esperantista, creat per Herbert F. Höveler el mateix any a Londres i que va funcionar fins al 1914. El 30 d'abril de 1914 aquest banc tenia 730 comptes en 320 ciutats de 43 països.